# Gallimimus
A Gallimimus (jelentése 'szárnyasutánzó') az ornithomimosaurida dinoszauruszok egyik neme, amely a késő kréta időszakban (a maastrichti korszakban) élt a mongóliai Nemegt Formáció területén. Maximális hossza körülbelül 6 méter, a tömege pedig 440 kilogramm lehetett, így az egyik legnagyobb ornithomimosaurus volt.  A Gallimimus sok lelet alapján ismert, melyek között (0,5 méteres csípőmagasságú) fiatalokhoz és (2 méteres csípőmagasságú) felnőttekhez tartozó fosszíliák is előfordulnak.

## Felfedezés és fajok

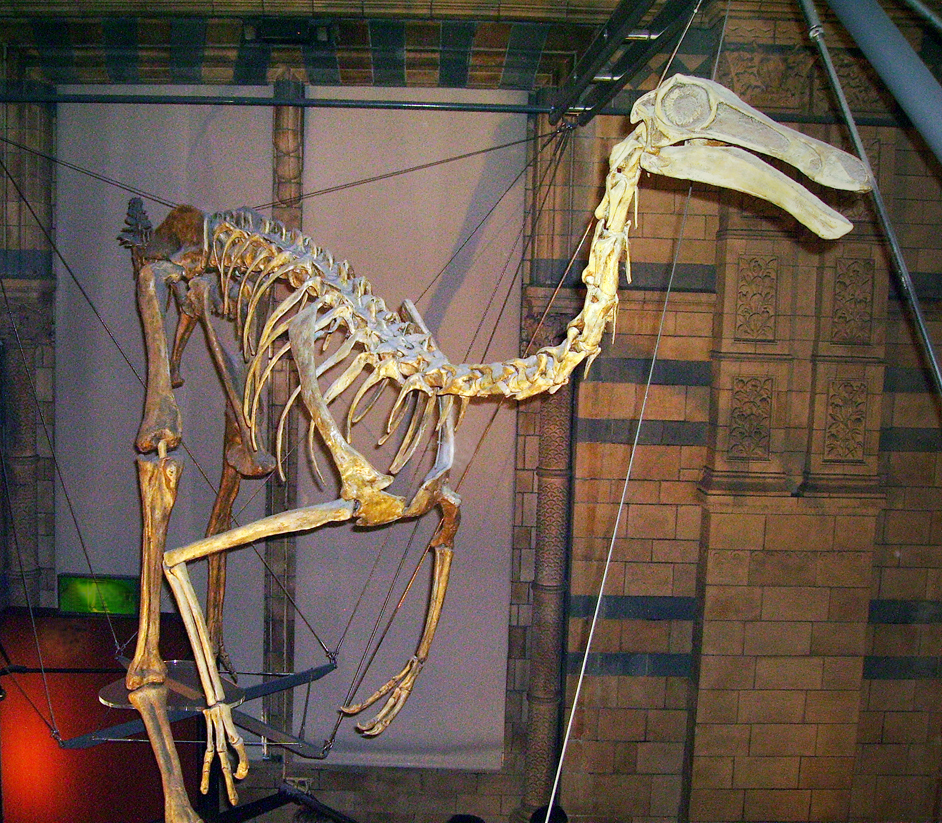
A Gallimimus a londoni Természetrajzi Múzeumban

E dinoszaurusz maradványait az 1970-es évek elején fedezték fel a Góbi-sivatagban, Mongóliában. A nevét Rinchen Barsbold, Halszka Osmólska és Ewa Roniewicz őslénykutatók alkották meg, 1972-ben. Egyetlen ismert faja a Gallimimus bullatus. A feltételezett második fajt, a „Gallimimus mongoliensist” hivatalosan nem kapcsolták a nemhez. A Gallimimus mongoliensis majdnem teljes csontvázáról készített újabb keletű elemzés szerint a lelet nem a Gallimimus faja, hanem egy új, jelenleg névtelen ornithomimida nemhez tartozik.

## Anatómia

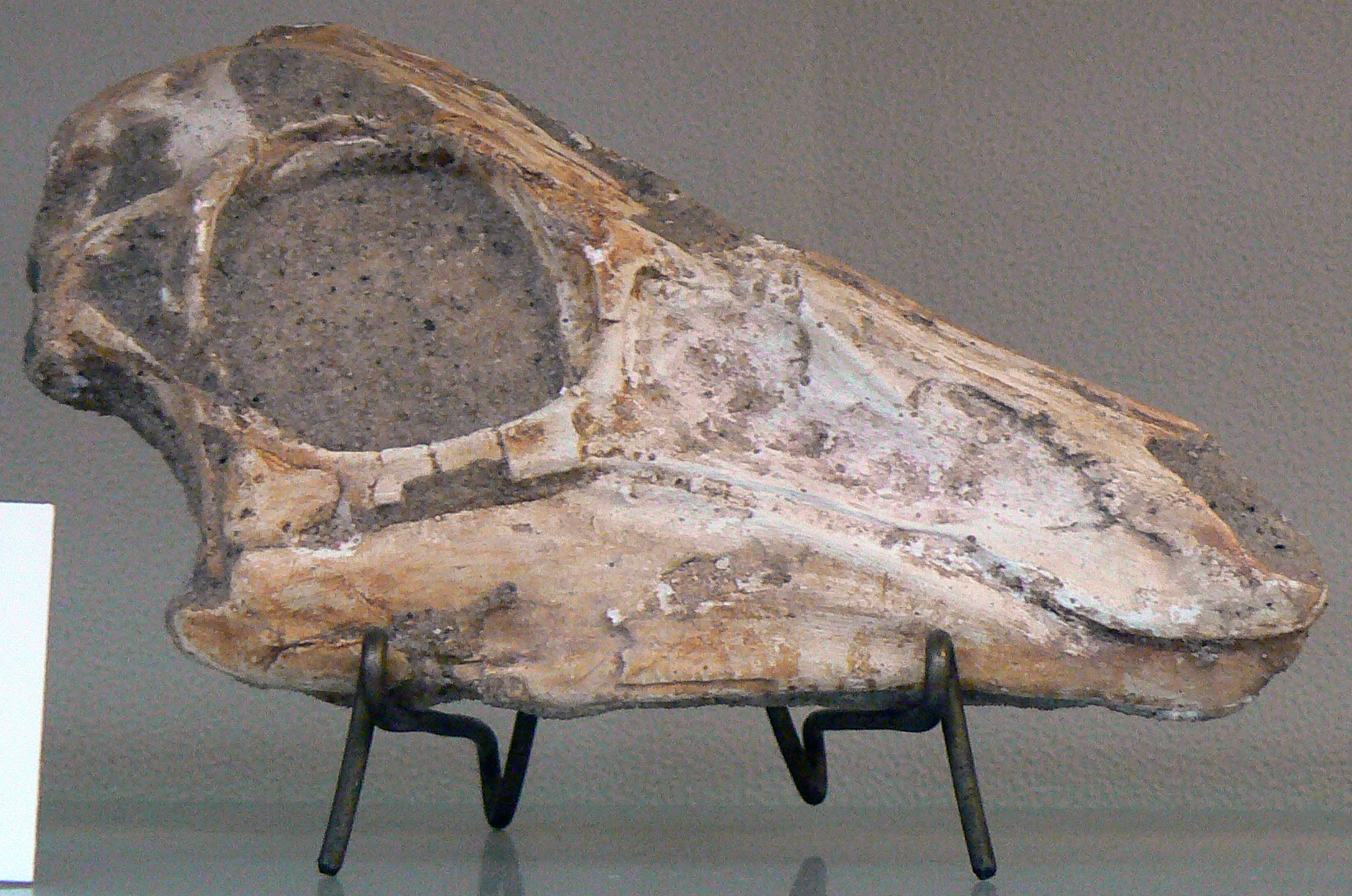
Egy fiatal Gallimimus bullatus koponyája

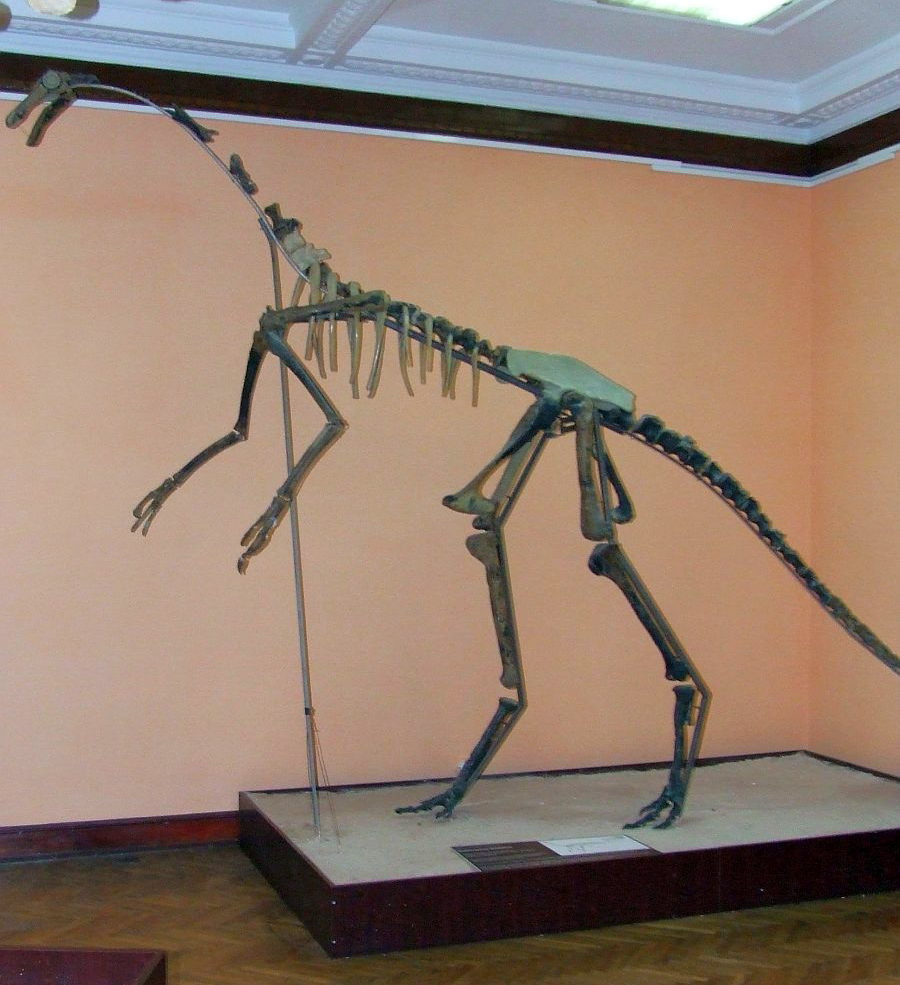
A Gallimimus bullatus csontvázának másolata Lengyelország

A Gallimimus egy struccszerű, kis fejű, nagy szemű, hosszú nyakú, rövid karú, hosszú lábú és hosszú farkú állat volt. A többi ornithomimidával való összehasonlításnál a Gallimimus diagnosztikus jellemzője az egyedi, a felkarcsont hosszához viszonyítva rövid „kéz”. A farkát ellensúlyként használhatta. A szemek a fej két oldalán helyezkedtek el, ami azt jelenti, hogy nem rendelkezett binokuláris látással. A legtöbb mai madárhoz hasonlóan a csontjai üregesek voltak. A Gallimimus több olyan adaptációval is rendelkezett, ami arra utal, hogy jó futó volt, például a hosszú végtagok, a hosszú sípcsont és lábközépcsontok, valamint a rövid lábujjak, de nem tudni, hogy milyen gyors futásra lehetett képes.
Az egyik Gallimimus koponyához egy fosszilizálódott csőr tartozik, a csőr redőit pedig a kacsára jellemző táplálékszűrő rendszer részeként értelmezték. Azonban hasonló redők láthatók a növényevő tengeri teknősöknél és más ornithomimidáknál is, ez utóbbiak pedig évszakonként száraz környezetekben váltak aránylag gyakorivá, ahol a filtrálás aligha volt lehetséges. Sokkal valószínűbb, hogy a Gallimimus mindenevőként élt, csőrével darabolva a növényeket és elkapva a kisebb állatokat.

## Popkulturális hatás
Ez a dinoszaurusz szerepelt a Jurassic Park című filmben. Az egyik jelenetben egy nagy mezőn átfutó Gallimimus csapatot a film negatív főszereplőjeként ábrázolt nőstény Tyrannosaurus üldöz (a forgatási stáb a Roberta, míg a rajongók a Rexy nevet adták neki), amely rövidesen rátámad az ornithomimidákra, és elejti az egyiküket. Az állat a film folytatásaiban, Az elveszett világ: Jurassic Park és a Jurassic Park III című részekben ismét feltűnik néhány pillanatra.

## Fordítás
- Ez a szócikk részben vagy egészben a Gallimimus című en Wikipédia-szócikk ezen változatának fordításán alapul.  Az eredeti cikk szerkesztőit annak laptörténete sorolja fel. Ez a jelzés csupán a megfogalmazás eredetét és a szerzői jogokat jelzi, nem szolgál a cikkben szereplő információk forrásmegjelöléseként.